# Raloxifen
Raloxifenul (cu denumirea comercială Evista) este un medicament utilizat în tratamentul osteoporozei, dar este mai puțin preferat față de tratamentul cu bisfosfonați. Mai este utilizat pentru a reduce riscul de cancer mamar. Calea de administrare disponibilă este cea orală.
Raloxifenul a fost aprobată pentru uz medical în Statele Unite în anul 1997. Este disponibil sub formă de medicament generic.

## Utilizări medicale
Raloxifenul este utilizat în tratamentul și prevenirea osteoporozei la femeile în perioada de postmenopauză. Medicamentul reduce incidența fracturilor vertebrale, dar nu și a celor de șold.